# Беррінгтон (Нью-Йорк)
Беррінгтон (англ. Barrington) — місто (англ. town) в США, в окрузі Єйтс штату Нью-Йорк. Населення — 1541 особа (2020).

## Демографія
Згідно з переписом 2010 року, у місті мешкала 1681 особа в 575 домогосподарствах у складі 444 родин. Було 1108 помешкань
Расовий склад населення:
| - 98,8 % — білих - 0,4 % — чорних або афроамериканців - 0,2 % — корінних американців - 0,1 % — азіатів |

До двох чи більше рас належало 0,5 %. Частка іспаномовних становила 0,8 % від усіх жителів.
За віковим діапазоном населення розподілялося таким чином: 29,7 % — особи молодші 18 років, 55,2 % — особи у віці 18—64 років, 15,1 % — особи у віці 65 років та старші. Медіана віку мешканця становила 39,5 року. На 100 осіб жіночої статі у місті припадало 93,4 чоловіків;  на 100 жінок у віці від 18 років та старших — 93,9 чоловіків також старших 18 років.
Середній дохід на одне домашнє господарство  становив 82 908 доларів США (медіана — 56 250), а середній дохід на одну сім'ю — 100 050 доларів (медіана — 68 750). Медіана доходів становила 51 607 доларів для чоловіків та 27 153 долари для жінок. За межею бідності перебувало 8,3 % осіб, у тому числі 10,8 % дітей у віці до 18 років та 2,3 % осіб у віці 65 років та старших.
Цивільне працевлаштоване населення становило 630 осіб. Основні галузі зайнятості: освіта, охорона здоров'я та соціальна допомога — 21,9 %, виробництво — 18,4 %, сільське господарство, лісництво, риболовля — 17,3 %.